# Australian Koala Foundation
Pour les articles homonymes, voir AKF.
L' Australian Koala Foundation (AKF) est une organisation scientifique internationale à but non lucratif qui vise à réduire les menaces liées à la survie des koalas, en sensibilisant la communauté internationale à protéger la faune et la flore. C'est la principale organisation à but non lucratif non gouvernementale qui se consacre à la conservation et à la gestion efficace des koalas sauvages et de leur habitat. L'organisation a été fondée le 17 janvier 1986.
Le koala se nourrit essentiellement de plantes d'eucalyptus. Actuellement, ceux-ci sont coupés pour faire de l'espace et beaucoup de ces espèces sont en train de mourir.

## Histoire

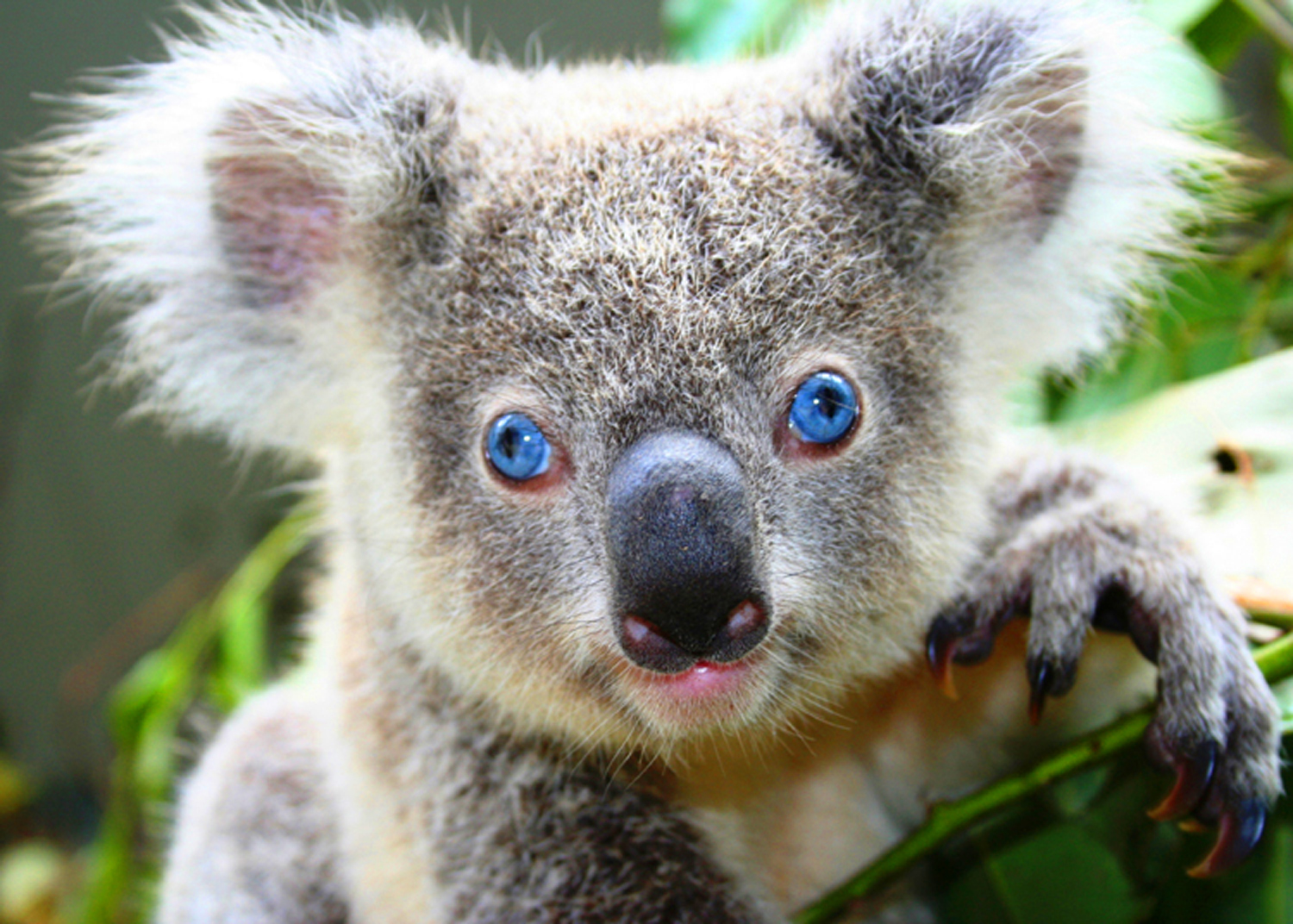
Protection de l'habitat et la gestion des populations de koalas sont les objectifs de la fondation.

Deux scientifiques vétérinaires, Barry Scott et Steve Brown, créent Australian Koala Association Inc. en 1986, et ont par la suite changé le nom en Australian Koala Foundation Inc. L'expression « Inc. » a été abandonné. La chef de la direction, Deborah Tabart OAM, dirige la Fondation depuis plus de 20 ans, gagnant le titre international de la femme Koala. Dans les années 1980, on croyait que la principale menace pour les koalas était une maladie connue sous le nom chlamydia. L'objectif initial de l'AKF était de trouver un remède pour la chlamydia. On a vite découvert que la destruction de l'habitat est la cause principale de la disparation des koalas. L'objectif de l'AKF a été ajusté en conséquence.
Actuellement, l'Australian Koala Foundation utilise la science, la politique et le soutien global pour rallier des changements au niveau législatif, le développement à niveau personnel. Septembre est le mois du Save Koala qui est la période la plus importante pour l'Australian Koala Foundation travaillant à la sensibilisation et à la récolte de fonds pour le sort des koalas. Avec environ seulement 100 000 koalas sauvages et la diminution grandissante de cette population, la lutte pour la protection de l'habitat du koala reste l'objectif principal de la fondation.

## Slogan
« No Tree ... No Me » (« Aucun arbre... Pas de moi » en anglais) est le slogan de la fondation australienne de koala. Il a été inventé par le supporter Dick Marks en 1994 et est devenu un slogan approprié pour le Australian Koala Foundation car il se concentre sur la lutte pour la conservation de l'habitat du koala. La principale source de nourriture et de nutriments des koalas provient des feuilles d'eucalyptus, et ils vivent dans les arbres - l'AKF tente ainsi d'en sauver autant que possible.

## Projets en cours
La survie à long terme du koala à l’état sauvage dépend de la conservation et de la gestion de son habitat. L'avenir de cette espèce ne peut être durable en captivité. L'AKF a plusieurs projets en cours consacrés à la sauvegarde des koalas sauvages à travers la conservation de son habitat et la collecte de fonds pour ainsi permettre à l'AKF de continuer à fonctionner en dépit de sa politique sans but lucratif. Il s'agit notamment de :
1. Koala Beach : Ce lotissement dans le nord de Nouvelle-Galles du Sud a été le fruit d'une collaboration entre le groupe de développeurs de Ray et l'AKF. Il est le premier bien planifié avec comme priorité la protection de l'environnement.
2. Koala Habitat Atlas : Ce projet comprend la cartographie, l'identification et la quantification de l'habitat de koala dans toute l'aire géographique du koala. Il vise à identifier les arbres qui sont préférentiellement utilisés par les koalas et d'identifier et de classer l'habitat de koala sur un comté par comté base.
3. Koala Campaigners : Les koalas et leur environnement ne reçoivent aucune protection adéquate en vertu de la législation actuelle. Les militants se réunissent pour envoyer des courriels au ministre de l'environnement australien, afin de faire un examen sérieux sur la Stratégie nationale de la protection du koala et fournir ainsi une législation efficace.

## Succès
Il est certain que l'AKF a agi avec conséquence durant ses 20 années d'existence, et tout cela sans le financement du gouvernement. Ses réalisations les plus remarquables sont les suivantes. En 2003, le gouvernement de l'État du Queensland a classé les koalas du sud-est du Queensland comme « vulnérables » en vertu de la Loi sur la conservation de la nature 1992, après les recherches de l'AKF, des conclusions convaincantes ont été tirées. L'AKF a fait appel à plusieurs reprises à la fois au gouvernement étatique et fédéral, mais les gouvernements n'ont pas réussi à apporter des modifications substantielles à la législature offrant une protection efficace du koala. Le partenariat entre le Groupe Ray et AKF a entraîné Koala Beach, un quartier résidentiel environnement des koalas et qui est la preuve que la protection du développement et de la faune ne sont pas nécessairement incompatibles. L'AKF est le plus grand organisme de financement du monde pour la recherche sur les koala. Les résultats de recherche incluent la contribution apportée par les koalas à l'industrie du tourisme de l'Australie et des études de viabilité sur les populations de koala dans diverses régions biogéographiques.
Plus de 40 000 km² de terre a été localisé pour l'Habitat Atlas Koala. Contrairement à d'autres projets de cartographie, l'Atlas ne se contente pas de repérer l'endroit d'individus de l'espèce. Il affiche l'apparition de l'habitat du koala approprié (même s'il n'y a pas koalas à l'heure actuelle) qui peut être « réapprovisionné » à l'avenir si nécessaire. Plus de 1 000 sites ont été identifiés juste dans le sud-est du Queensland. L'AKF est reconnue comme la source de choix pour obtenir des informations sur les koalas. Chaque année, les membres du personnel reçoivent et répondent à plus de 10 000 requêtes et demandes de renseignements. Ces demandes proviennent d'un large éventail de personnes, y compris les étudiants, les gestionnaires des terres et les décideurs documentaires. Le site de l'AKF enregistre près d'un million de visiteurs chaque année. La fondation a créé un label écologique initiative où les pasteurs qui soutiennent activement la préservation de l'habitat de koala reçoivent le sceau de koala d'approbation.

## Save the Koala Month
L'AKF dirige une campagne de financement annuelle appelée Save the Koala Month chaque septembre. Save the Koala Day a lieu les derniers vendredis du mois. Les gens du monde entier sont encouragés à aider à vendre les marchandises de mois du Koala comme des tatouages temporaires, des autocollants et des badges, qu'il s'agisse de particuliers, d'entreprises ou de groupes scolaires.